# Jarinporn Joonkiat
Jarinporn Joonkiat (Tailandés: จรินทร์พร จุนเกียรติ), más conocida como Toey (Tailandés: เต้ย), es una actriz tailandesa.

## Carrera
Estudió teatro en la universidad Srinakarintarawirote Prasarnmit. En 2010 se unió a la serie Dok Ruk Rim Tang donde interpretó a Patcha, una joven agradable pero con baja autoestima.
En enero del 2017 se unió al elenco de la serie Kleun Cheewit. Interpretó a Piyakul, la hermana de Khun "Thit" Sathit (Prin Suparat), hasta el final de la serie en marzo del mismo año.
Justo después actuó en The Cupids Series: Kammathep Hunsa (también conocida como Cheerful of Love) donde interpretó a Hunsa, una joven torpe que trabaja en la compañía Cupid Hut y que termina enamorándose del empresario Tornpitaya "Tim" Pitchayatorn (Pakorn Chatborirak).
En octubre del 2018 participó en el rodaje de Secret Moon (también conocida como Mee Piang Rak) donde interpreta a Jaokha, hasta ahora.
En noviembre del 2018 aparecerá en la película Gravity of Love.

## Vida personal
Hija de Pongchai y Siriporn Joonkiat, tiene un hermano menor, Achira Joonkiat.
Es buena amiga de la actriz Ramita Mahapreukpong, así como de Natapohn Tameeruks, Nittha Jirayungyurn, Mint Chalida y Peeranee Kongthai.
Salió con el actor Alex Rendell, pero la relación terminó.
A finales del 2017 comenzó a salir con el actor Alek Teeradetch.

## Filmografía

### Series de televisión
| Año             | Título                                 | Personaje        | Cadena      | Notas        |
| --------------- | -------------------------------------- | ---------------- | ----------- | ------------ |
| 2019 - presente | Khun Ying Jorm Kaen                    |                  | Channel 3   |              |
| 2018            | Secret Moon                            | Jaokha           | Channel 3   | 13 episodios |
| 2017            | The Cupids Series: Kammathep Jum Laeng | Hunsa            | Channel 3   |              |
| 2017            | The Cupids Series: Kammathep Sorn Kol  | Hunsa            | Channel 3   |              |
| 2017            | The Cupids Series: Loob Kom Kammathep  | Hunsa            | Channel 3   |              |
| 2017            | The Cupids Series: Kammathep Ork Suek  | Hunsa            | Channel 3   |              |
| 2017            | The Cupids Series: Kammathep Hunsa     | Hunsa            | Channel 3   | 8 episodios  |
| 2017            | Bunlang Dok Mai                        | Pudchompoo "Pud" | Channel 3   | 14 episodios |
| 2017            | Kleun Cheewit                          | Piyakul "Piak"   | Channel 3   | 15 episodios |
| 2015            | Hong Hoon                              | Amara            | Channel 3   | 14 episodios |
| 2014            | Ruk Tong Om                            | Mink             | Channel 3   |              |
| 2014            | Dao Kiang Duen                         | Ingfah           | Channel 3   |              |
| 2013            | Look Nee Tee Ruk                       | Omsin "Om"       | Channel 3   | 11 episodios |
| 2011 - 2012     | Sarm Noom Nuer Tong                    | Lumpao           | Channel 3   |              |
| 2010 - 2011     | Chocolate 5 Reudoo                     | Ticha            | Modern 9 TV |              |
| 2010            | Dok Ruk Rim Tang                       | Patcha           | Channel 5   |              |
| 2010            | Nut Gub Nut                            | -                | Channel 5   | (sitcom)     |
| 2009            | Ching Chang                            | Ganyaa           | Channel 5   |              |
| 2008 - 2009     | Ubatruk Karmkobfah                     | Pern             | Channel 9   |              |
| 2007            | Gling Wai Korn Por Sorn Wai            | -                | Channel 7   |              |
| 2006            | Rak Hun Sa Karaoke                     | -                | Channel 9   |              |

### Películas
| Año  | Título          | Personaje | Notas                                                                     |
| ---- | --------------- | --------- | ------------------------------------------------------------------------- |
| 2018 | Gravity of Love | -         | junto a Pakorn Chatborirak y Louis Scott                                  |
| 2017 | The Moment      | -         | junto a Toni Rakkaen, Pachara Chirathivat, Supassara Thanachart y Teo Yoo |
| 2014 | Timeline        | June      | junto a Jirayu Tangsrisuk, Piyathida Woramusik y Nopachai Chaiyanam       |
| 2012 | Countdown       | Bee       | junto a Pachara Chirathivat y Patsaya Kreursuwansiri                      |
| 2009 | Dear Galileo    | -         | junto a Chutima Theepanarth y Ray MacDonald                               |

### Aparición en videos musicales
| Año  | Artista (Grupo)         | Canción                     | Notas |
| ---- | ----------------------- | --------------------------- | ----- |
| 2015 | Napat Injaiuea          | "Raya Tum Jai"              | [ 8 ] |
| -    | Golf & Mike             | "Kor Piang Jai Rao Mee Gun" |       |
| -    | Ten Mic Idol            | "Taam Aw Arai"              |       |
| -    | Ten Mic Idol            | "Non Mai Lub"               |       |
| -    | B.O.Y. (Blood of Youth) | "Tah Hak Mai Kuey"          |       |
| -    | Thongchai McIntyre      | "Chuy Rub Tee"              |       |
| -    | Champ Peerapon          | "Kum Ngai Ngai I Miss You"  |       |
| -    | Pancake                 | "Jing Jung Mai Jing Jai"    |       |
| -    | Pancake                 | "Gliad"                     |       |
| -    | Saksit Vejsupaporn      | "Arai Kor Dai"              |       |
| -    | Laolome                 | "Mee Krai Reu Yung"         |       |

### Anuncios
| Año  | Anuncio              | Notas                |
| ---- | -------------------- | -------------------- |
| 2012 | Fitne Tea            | junto a Prin Suparat |
| -    | Green Free Candy     |                      |
| -    | Sofie                |                      |
| -    | Daily-C Orange Juice |                      |
| -    | Gold City Shoes      |                      |
| -    | True Move            | junto a Golf & Mike  |
| -    | True Move 50%        |                      |
| -    | Bionic               |                      |
| -    | Fino                 |                      |
| -    | U-taitip             |                      |

## Discografía

### Participación en conciertos
| Año  | Nombre                             | Notas |
| ---- | ---------------------------------- | ----- |
| 2017 | Love Is In The Air Charity Concert |       |

## Premios y nominaciones
| Año  | Categoría               | Premio                          | Trabajo           | Resultado |
| ---- | ----------------------- | ------------------------------- | ----------------- | --------- |
| 2018 | Best Actress            | National Film Association Award | Die Tomorrow      | Nominada  |
| 2017 | Best Supporting Actress | Maya Award                      | Kleun Cheewit     | Nominada  |
| 2015 | Best Actress            | National Film Association Award | Timeline          | Ganadora  |
| 2013 | Best Actress            | National Film Association Award | Countdown         | Nominada  |
| 2010 | Best Supporting Actress | National Film Association Award | Nee Dtaam Galileo | Nominada  |